# Alexander Fischinger
Alexander Fischinger (* 10. April 1964 in Triberg) ist ein deutscher Fußballtrainer.

## Fußball
Von 1970 bis 1995 spielte Fischinger beim FC Schonach aktiv Fußball. 1996 erwarb er die Trainer-B-Lizenz und begann zwei Jahre später als Co-Trainer beim Verbandsligisten FC Teningen seine Trainerlaufbahn. 1999 wechselte er als Trainer zu seinem Heimatverein FC Schonach in die Bezirksliga, ehe er im Jahr 2000 die A-Jugend des ehemaligen deutschen Meisters Freiburger FC übernahm. Von 2001 bis 2003 trainierte Fischinger die A-Jugend des FC Denzlingen, 2002 erwarb er in Hennef die Trainer-A-Lizenz. Ab 2003 war er Trainer des Landesligisten Sportfreunde Elzach-Yach, bis er am 1. Januar 2008 die Frauen-Bundesligamannschaft des SC Freiburg übernahm. Von diesem Amt trat er am 5. September 2008 nach kritischen Äußerungen über die seiner Meinung nach zu niedrigen Spielerinnengehälter zurück. Zur Saison 2009/10 wurde Fischinger Trainer des Verbandsligisten SV Endingen, bei dem er aber kurz vor Saisonende das Handtuch warf. Ende 2011 übernahm er den Trainerposten beim Verbandsligisten SV Waldkirch, mit dem er 2014 den Südbadischen Verbandspokal gewann, im April 2015 aber entlassen wurde. Von 2015 bis 2016 war Fischinger als Nachfolger von Sven Kahlert Trainer der Frauen-Bundesligamannschaft des SC Sand. In der Saison 2015/16 führte er das Team zum Klassenerhalt und erstmals in der Vereinsgeschichte ins Finale des DFB-Pokal, das man in Köln mit 1:2 gegen den VfL Wolfsburg verlor.
Nach einer längeren Pause wurde Fischinger zur Saison 2018/19 neuer Cheftrainer bei seinem Heimatverein FC Schonach in der Landesliga. In der Saison 2020/21 wurde er vier Spieltage vor Saisonende als Nachfolger von Nora Häuptle erneut vom SC Sand verpflichtet. Nach drei Siegen und einem Unentschieden konnte er gemeinsam mit seiner Mannschaft den drohenden Abstieg in die 2. Bundesliga noch abwenden und den Klassenerhalt schaffen. Anschließend verließ Fischinger den SC Sand, um wieder den FC Schonach trainieren und in seiner Fußballschule arbeiten zu können. Im August 2021 trat er überraschend als Trainer des FC Schonach zurück und wurde im November 2021 erneut Trainer bei den Damen des SC Sand. Dabei trat er die Nachfolge von Matthias Frieböse an.
1999 gründete Fischinger zusammen mit Thomas Schweizer und Alfons Higl die Alitom-Fußballschule, in der kommerziell Fußballtraining für Kinder und Jugendliche angeboten wird und in der Fischinger hauptberuflich arbeitet.

## Persönliches
Fischinger ist verheiratet und hat eine Tochter. 1995 erlitt er an seinem Polterabend einen dreifachen Beckenbruch sowie schwere Verletzungen an beiden Handgelenken und an einem Knie, als ihn Freunde aus Spaß an einem Seil hochzogen, das dann in acht Metern Höhe riss. Als Folge der Verletzungen musste er seine Laufbahn als Fußballspieler beenden.